# Gamasomorpha australis
Gamasomorpha australis là một loài nhện trong họ Oonopidae.
Loài này thuộc chi Gamasomorpha. Gamasomorpha australis được miêu tả năm 1915 bởi Hewitt.